# Colemak

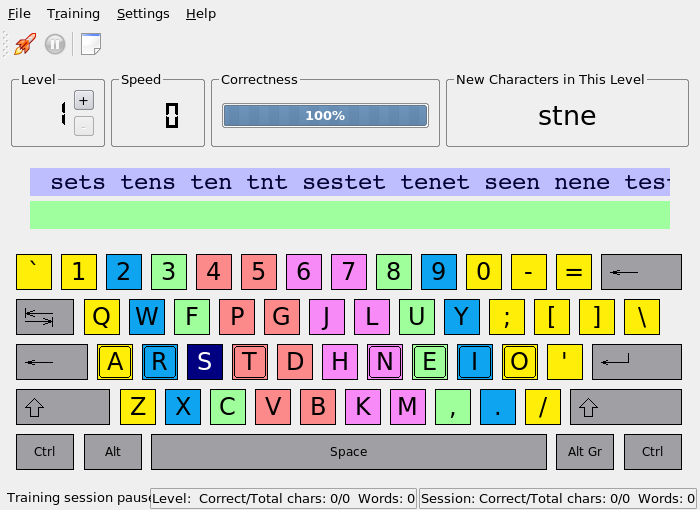
Het programma KTouch met de Colemak-toetsenbordindeling

Colemak is een alternatieve toetsenbordlay-out voor QWERTY ontwikkeld door Shai Coleman. De Colemak-toetsenbordindeling is, net zoals het Dvorak-toetsenbord, gericht op een comfortabele en ergonomische tikhouding, en is daardoor 20 tot 30% efficiënter dan QWERTY. De toetsenindeling houdt rekening met het overschakelen van QWERTY en probeert ook enkele problemen van de Dvorak-toetsenborden te voorkomen. Een van de uitgangspunten tijdens de ontwikkeling van Colemak was dat het makkelijk aan te leren moest zijn voor mensen die QWERTY gewend zijn. Shai heeft er daarom voor gekozen om slechts 17 toetsen te verplaatsen.
Colemak is tegenwoordig inbegrepen in alle Linux-distributies en Mac OS X. Voor Windows is een klein installatieprogramma vereist, dat van de Colemak website kan gedownload worden